# キャサリン・ホイール
キャサリン・ホイール（Catherine Wheel）は、イギリスのロックバンド。1990年にロブ・ディッキンソンとブライアン・ファターを中心にイングランド極東部の港町グレート・ヤーマスで結成され、2000年に解散。

## 概要
1992年にアルバム『Ferment』でデビューを飾る。バンドは当時のイギリスで隆盛だったシューゲイザーに分類されるが、バンド自身はラッシュやブラック・サバス、ピンク・フロイド、キング・クリムゾン（セカンド・アルバム『Chrome』にギタリストであるロバート・フリップの名前を冠したFrippという曲が収録されている）といった'70年代のHR/HMやプログレッシブ・ロック、当時アメリカを席巻していたグランジ、ジョイ・ディヴィジョンやザ・サイケデリック・ファーズなどのポストパンク～ニュー・ウェイヴ、ハウス・オブ・ラヴやエコー&ザ・バニーメンなどのネオ・サイケまで様々な影響を受けており、他のシューゲイザーバンドとは一線を画す表情豊かなサウンドを提示した。デビュー当初は特にハウス・オブ・ラヴやエコー&ザ・バニーメンと比較されることが多く、ロブ自身、1992年のインタヴューで「1990年5月に、ハウス・オブ・ラヴのライブを見てぶっ飛んだ。"Love in a Car"のような曲が書きたいと思って、3ヶ月の間曲作りに没頭したよ。それで出来たのが"I Want to Touch You"（1stアルバム収録）なんだ」と語っている。
1993年にセカンド・アルバム『Chrome』、1995年にサード・アルバム『ハッピー・デイズ』を発表し、この2作でよりグランジ、HR/HMシーンに接近。イギリス本国よりもアメリカで熱烈な支持を受ける。4枚目のアルバムとなる1997年発表の『Adam and Eve』ではピンク・フロイドの『炎〜あなたがここにいてほしい』やトーク・トークの『スピリット・オブ・エデン』といったアルバムからのインスピレーションが垣間見える、前2作とは異なる叙情的なロックを展開。2000年にバンドは新ベーシストであるベン・エリスを迎える。そして定冠詞の付いた「The Catherine Wheel」名義でリリースされた5枚目のアルバム『Wishville』で以前のハードロック・グランジ路線に回帰したが、アルバム売り上げの低迷を受けバンドは解散している。

## 解散後、その他
ロブはバンド解散後の2005年にソロ・デビュー・アルバム『Fresh Wine for the Horses』を発表。ブライアンとニールは「50ft Monster」というユニットで2007年にデビュー・アルバム『Life After Debt』を発表した。
ロブはポルシェの愛好家であり、解散後はロサンゼルスでポルシェ・911のレストアを行う「シンガー・ビークル・デザイン（singer vehicle design）」を設立している。社名はロブが歌手（Singer）だったことにちなむ。ちなみに彼はヘヴィメタルバンド、アイアン・メイデンのボーカリストであるブルース・ディッキンソンの従弟として知られている。

## ディスコグラフィ

### アルバム
- Ferment (1992年)
- Chrome (1993年)
- 『ハッピー・デイズ』 - Happy Days (1995年)
- Like Cats and Dogs (1996年) ※コンピレーション盤
- Adam and Eve (1997年)
- Wishville (2000年)

### シングル
- "She's My Friend" (1991年)
- "Painful Thing" (1991年)
- "Black Metallic" (1991年)
- "Balloon" (1992年)
- "I Want to Touch You" (1992年)
- "30 Century Man" (1992年)
- "Crank" (1993年)
- "Show Me Mary" (1993年)
- "Judy Staring at the Sun" (1995年)
- "Waydown" (1995年)
- "Delicious" (1997年)
- "Ma Solituda" (1998年)
- "Broken Nose" (1998年)
- "Sparks Are Gonna Fly" (2000年)